# Kócsi várkastély

A kócsi várkastély (japánul: 高知城, Hepburn-átírással Kōchi-jō) Kócsi prefektúrában, Kócsi városában található.

## Története
A kócsi várkastélyt az 1600-as szekigaharai csatát követően az akkori Tosza tartományban építették fel. Az építkezés Jamanoucsi Kazutojo nevéhez köthető, aki a Tokugava-klán győzelme után átvette a tartomány irányítását. A kastélyt az Uradoból a védhetőbb Otakasza területre való költözés részeként építették. 
Az építkezést 1601-ben kezdték el és 1611-ben fejezték be. Az eredeti erőd nagy része 1727-ben leégett; 1729 és 1753 között az eredeti stílusban rekonstruálták. A kastély 1948 és 1959 között jelentős felújításon esett át. Bár csaták nem folytak a kastélyban, jelentős történelmi helyszín, mivel megőrizte eredeti formáját, nem pedig háború utáni másolat.
Ez az egyetlen kastély Japánban, amely megőrizte eredeti vártornyát (tensu) és palotáját is, utóbbi a helyi daimjó rezidenciájaként szolgált. Továbbá ez az egyetlen várkastély, amelyben a honmaru, vagyis a legbelső védelmi gyűrű összes eredeti épülete még áll.
Nemzeti Kincs státusz
Japán tizenkét épen maradt várkastélyának egyikeként a kócsi kastélyt az 1950-es nemzeti kincsvédelmi törvény elfogadása előtt nemzeti kincsnek (japánul 国宝) nevezték, azonban a törvény elfogadása után a fontos kulturális javak (japánul 重要文化財) státuszba sorolták vissza.

## Szerkezete
Két folyó, a Kagami folyó és az Enokucsi folyó alkotja a kastély külső vizesárkát. Az Otakasza-hegy tetején található torony öt emelet magas, ahonnan kiterjedt kilátás nyílik a városra. A torony a palota (Kaitokukan) fölé emelkedik, amelyet az Edo-korszak Soin stílusában építettek. A kastély ma is ezt a szerkezetet őrzi, és az alsó helyiségekben a korszaknak megfelelő tárgyakat helyeztek el. 
A teaszobán, a genkanon (bejárati rész) és latrinán kívül a Kaitokukan nyolc hagyományos szobát tartalmaz, amelyek mérete háromtól tizenkét tatamiig terjed. Keleti és déli oldalról terasz veszi körül. Az 1727-es tűzvész során a Kaitokukan is leégett, de csak 1747-ben rekonstruálták, a munkálatokat 1749-ben fejezték be.

## Információk látogatóknak
A kócsi kastély Kócsi belvárosában található. A főbejárat az Obijamacsi bevásárlónegyed nyugati bejáratával szemben van. Az épületben cipő viselése nem megengedett, papucsot azonban biztosítanak. Mivel a kastély meglehetősen régi, a tatami szobák megtekinthetőek, de nem látogathatóak. A kastély múzeumában az információk teljes egészében japánul vannak. A múzeum a Tosza régió számos kulturális műtárgyának ad otthont, azonban ezek nem a kastélyból származnak. A torony felső szobái üresek, de látogathatóak. 
A kastélyt körülvevő terület ma nyilvános park és tavasszal népszerű hely a hanami (cseresznyefavirág-nézés) számára. Itt található a Prefektusi Könyvtár és a Kócsi Irodalmi Múzeum, valamint a Jamanoucsi család nevezetes leszármazottjainak szobrai. 

## Fordítás
Ez a szócikk részben vagy egészben  a   Kōchi Castle című angol Wikipédia-szócikk fordításán alapul.  Az eredeti cikk szerkesztőit annak laptörténete sorolja fel. Ez a jelzés csupán a megfogalmazás eredetét és a szerzői jogokat jelzi, nem szolgál a cikkben szereplő információk forrásmegjelöléseként.